# Mikołaj Józef Tarło
Mikołaj Józef Tarło herbu Topór (ur. 1666, zm. 18 listopada 1702) – cześnik litewski w 1692 roku, starosta goszczyński.

## Życiorys
Poseł sejmiku powiatu grodzieńskiego na sejm konwokacyjny 1696 roku. W 1697 roku był elektorem Augusta II Mocnego z województwa sandomierskiego.